# アルジェリア議会
アルジェリア議会（アルジェリアぎかい、アラビア語: البرلمان الجزائري）は、アルジェリアの立法府である。

## 概要
両院制で、上院に相当する国民評議会と、下院に相当する国民議会で構成する。